# Portale della Villa del Leone

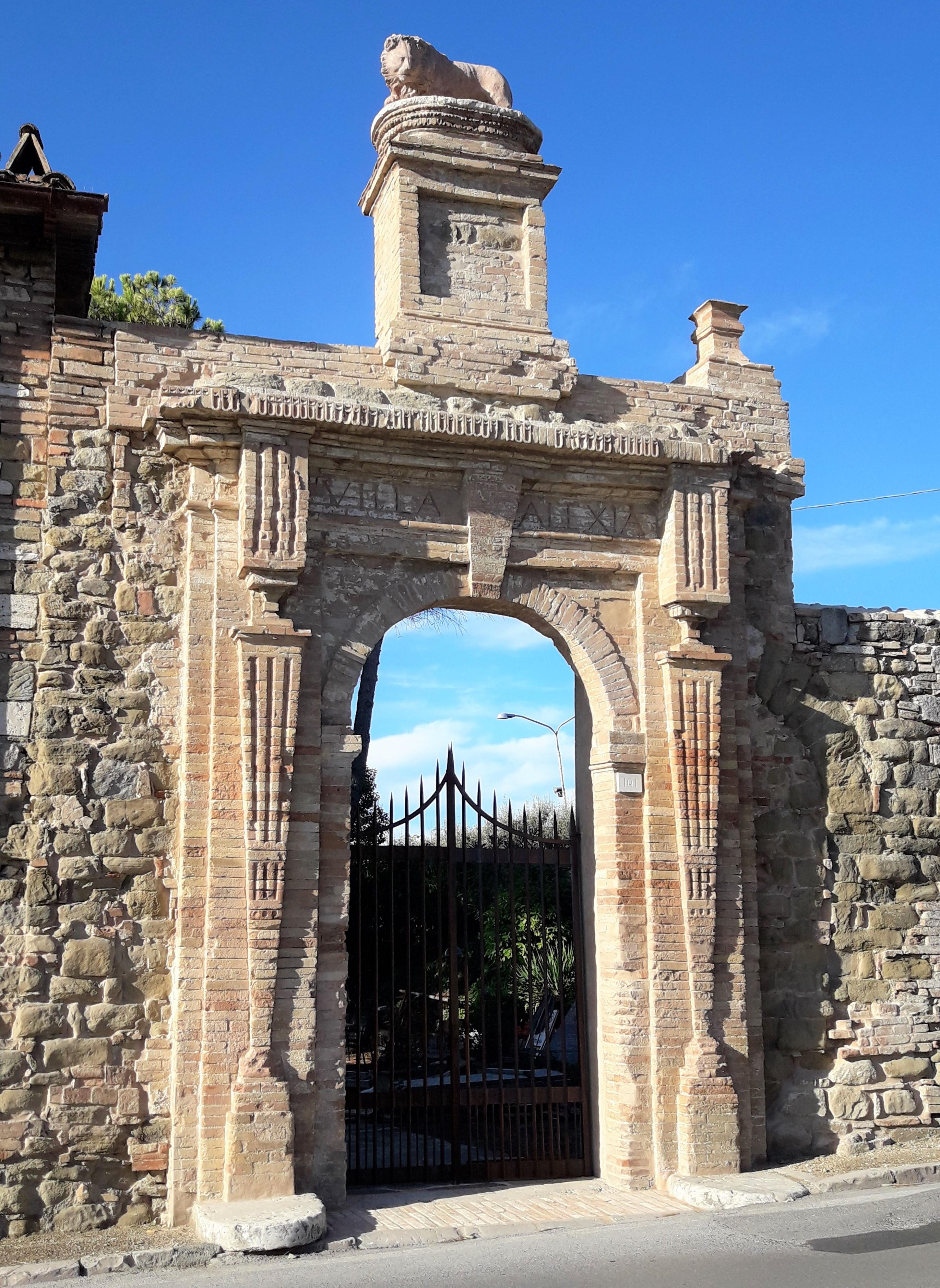
Foto 1 Portale del Leone

ll Portale della Villa del Leone, attribuito all'architetto perugino Galeazzo Alessi (1512-1572), si trova sulla strada Perugia-Ponte Valleceppi vicino alla chiesa Fra Bevignate lungo il "sentiero delle lavandaie". Risale presumibilmente al 1568. Realizzato interamente in laterizio, è inserito in un muro di cinta più antico, costruito all’epoca dello stanziamento in zona dei cavalieri templari..
Si tratta del cancello di ingresso coronato da un arco (Foto 1) che conduceva presumibilmente alla villa suburbana appartenente all'architetto stesso, della quale però non è rimasta traccia. Il "protagonista" della composizione è un leone lapideo scolpito a tutto tondo che, stagliandosi contro il cielo, volge lo sguardo verso il viandante (Foto 2). È una figura ben nota agli abitanti di Perugia, che su questo leone hanno intessuto alcune leggende metropolitane. 

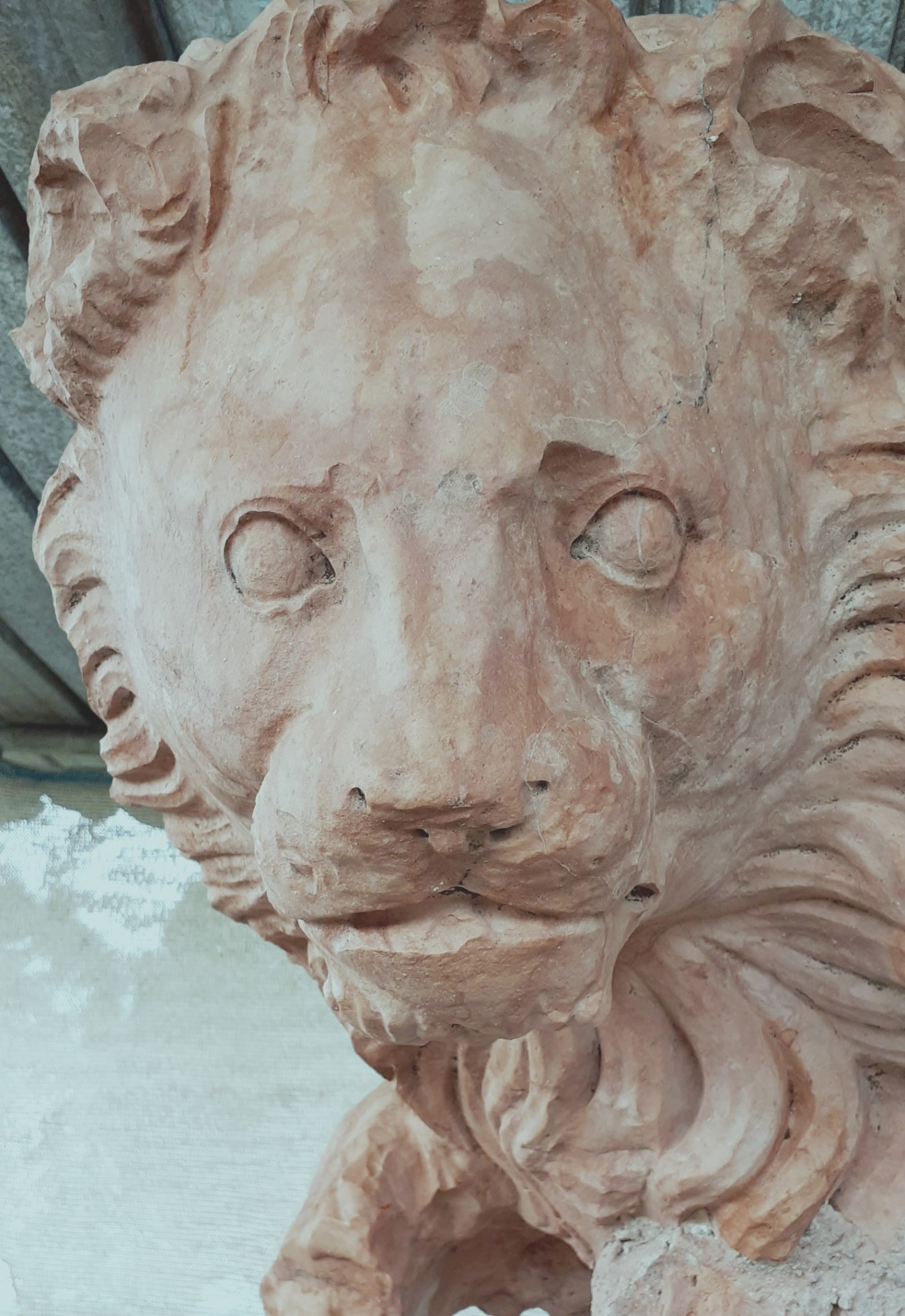
Foto 2 Il leone lapideo

Il portale mostra aspetti caratteristici dell'Alessi come gli elementi tronco-piramidali capovolti ai lati dell'ingresso (Foto 3), una sorta di ritornello utilizzato dal maestro in molte sue architetture: essi sono infatti presenti nelle finestre del giardino pensile di Pieve del Vescovo presso Corciano, nel portale Sud della Cattedrale di Perugia, nel Palazzo Marino a Milano e nella loggia di Villa Giustiniani Cambiaso a Genova. 

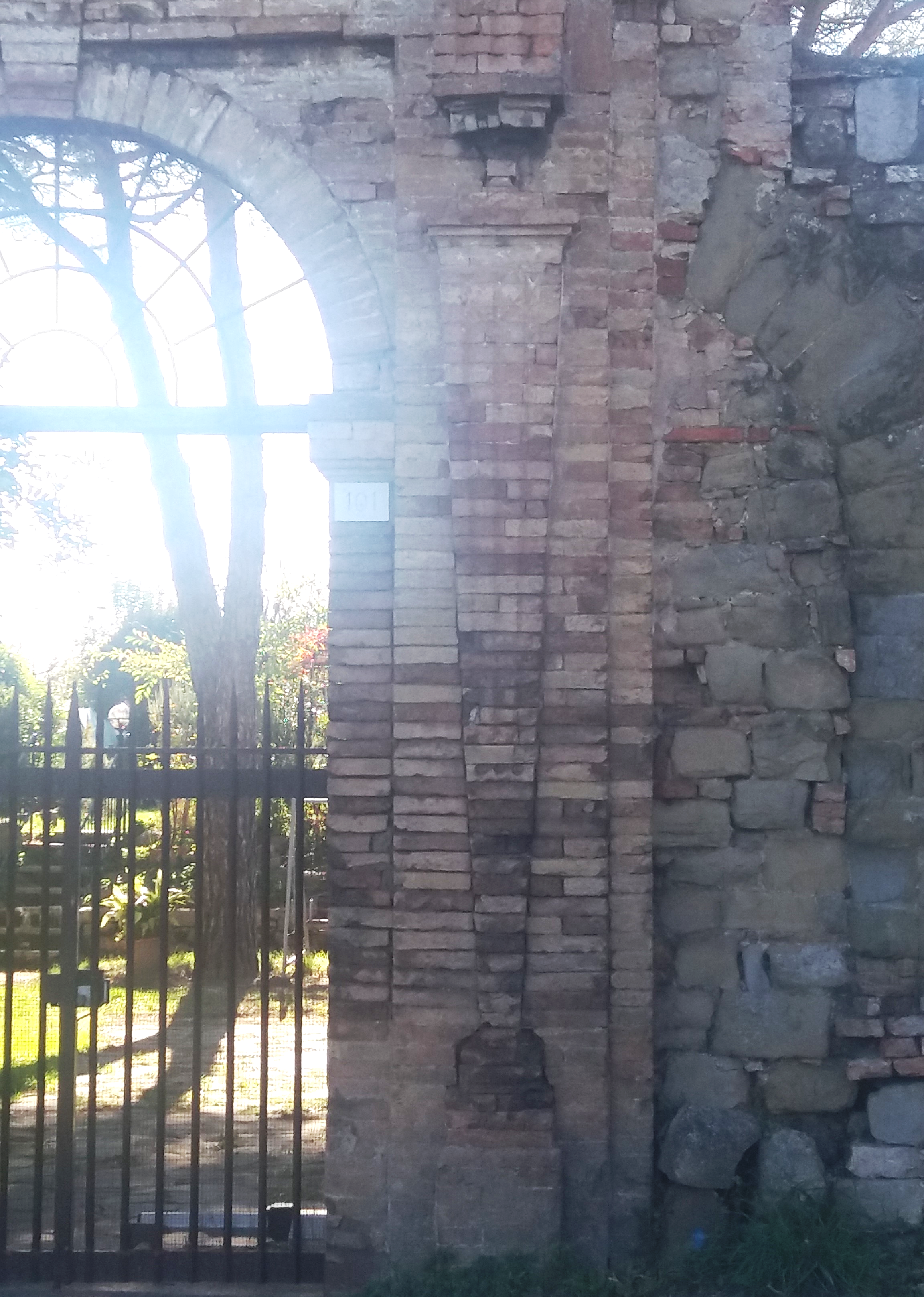
Foto 3 Elemento al lato dell'ingresso

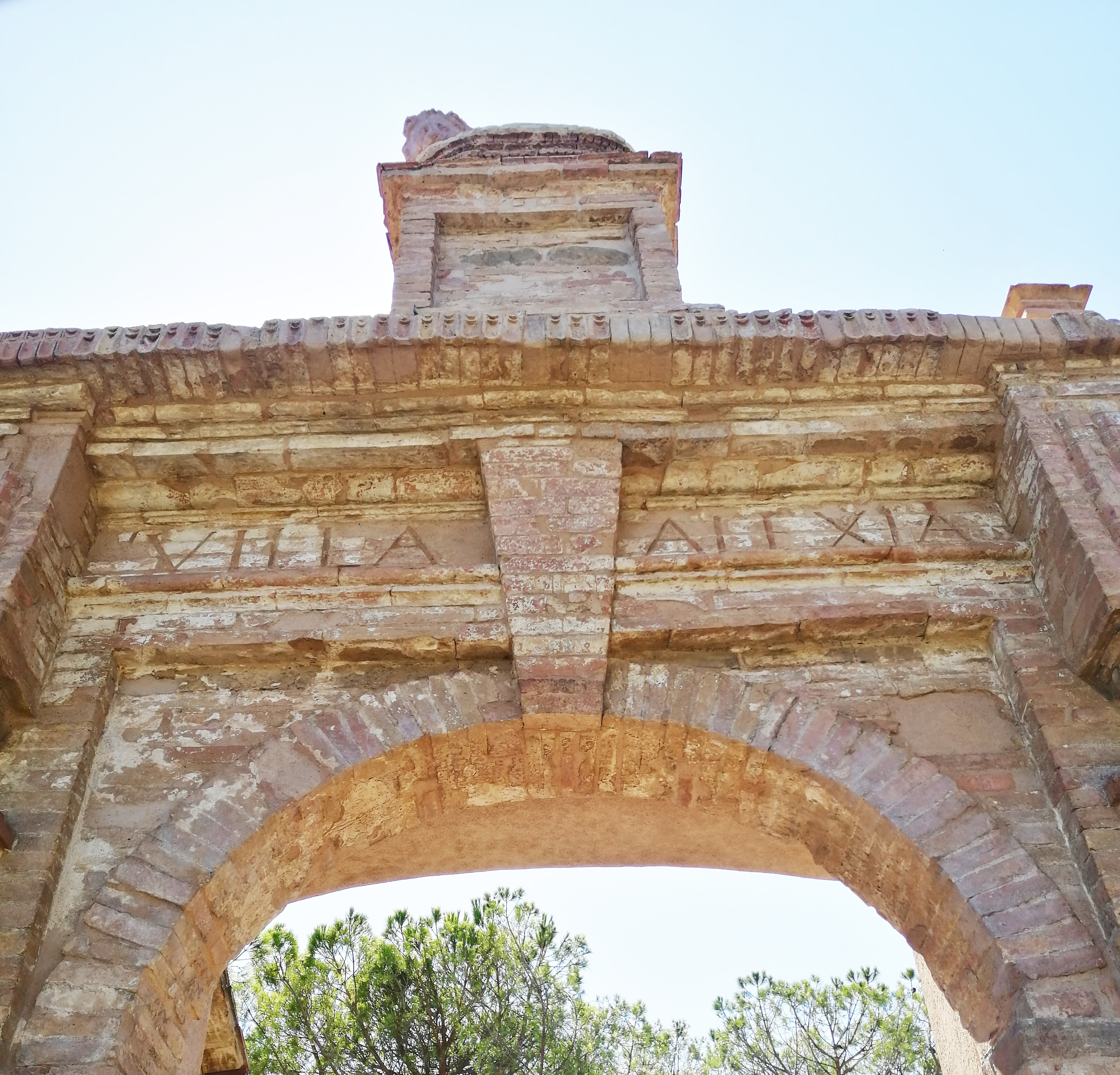
Villa Alexia

Fino a tempi recenti quest’opera si trovava in uno stato deplorevole di conservazione. Nel 2021 i proprietari dell’Arco ne hanno fatto eseguire il consolidamento e il restauro completo. Dopo la pulitura è venuto alla luce il materiale del leone, una bellissima pietra rosa estratta presumibilmente dalle cave del vicino monte Subasio. La scultura risulta quindi opera coeva alla costruzione del portale, escludendo datazioni più antiche. Sulla trabeazione dell’arco, precedentemente coperta da sporcizia, cemento e croste, si è riscoperta un’iscrizione recante la dicitura “VILLA ALEXIA” (Foto 4),  la prova che il monumento non è solo attribuibile, ma è decisamente opera dell’architetto perugino, una delle poche realizzate nella sua città,
Il Portale del Leone riesce a classificarsi come manufatto artistico di alto valore, capace di trattenere lo sguardo dei sempre più rari viandanti appiedati. Nelle ore notturne è illuminato da un piccolo faro, che però sfortunatamente lascia in ombra proprio il simpatico leone.